# Kanyamihunda
Kanyamihunda är ett vattendrag i Burundi.   Det ligger i provinsen Kayanza, i den nordvästra delen av landet, 50 kilometer norr om huvudstaden Bujumbura.
Omgivningarna runt Kanyamihunda är en mosaik av jordbruksmark och naturlig växtlighet. Runt Kanyamihunda är det tätbefolkat, med 459 invånare per kvadratkilometer.